# Ayaka Wilson
Ayaka Wilson (アヤカ・ウィルソン Ayaka Wiruson) (sinh ngày 3 tháng 8 năm 1997 ở Toronto, Ontario) là người mẫu thời trang Người Nhật-người Canada xuất hiện lần đầu tiên 1999.

## Tiểu sử
- Ba của Ayaka là người Canada và mẹ của cô ấy là người Nhật.
- Ayaka có thể nói cả tiếng Nhật và tiếng Anh một cách lưu loát.
- Ayaka có một người em trai.

## Lịch sử
- Năm 2008, Ayaka tham gia vào vai chính vào phim Paco and the Magical Book.

## Sự nghiệp điện ảnh

### Movie
- Paco and the Magical Book (2008) - Paco
- Mystery of the Third Planet (2008) - Alisa (lồng tiếng)
- Tân Nobita và lịch sử khai phá vũ trụ (2009) - Clem (giọng nói)
- Hibiki (2018) - Rika Sobue

### TV Series
- The God Tongue
- Celeb to Binbo Taro

### Steel
- Narumiya International Company (2004)